# Julius Jensen (Mediziner)
Julius Wilhelm Heinrich Jensen (* 30. Juli 1841 in Kiel; † 24. April 1891 in Charlottenburg) war ein deutscher Psychiater, Hirnforscher und Irrenanstaltsdirektor. Nach ihm ist der „Sulcus intermedius primus“ („Sulcus Jensen“, vor allem jedoch im englischen Sprachraum als „Jensen sulcus“, „Jensen’s sulcus“) benannt, eine Hirnfurche der Parietallappen, die er 1871 erstmals beschrieb.

## Leben
Nachdem Jensen sein Studium der Medizin in Würzburg und Kiel 1866 mit einer Promotion bei Friedrich von Esmarch abgeschlossen hatte, trat er in Prag als Arzt in ein ostpreußisches Jägerbataillon ein und nahm am Deutschen Krieg teil. Eigentlich war Jensen Chirurg, aber als er mit seiner Einheit nach Kriegsende nach Ostpreußen kam, war dort gerade die Stelle des zweiten Arztes an der Provinzial-Heil- und Pflegeanstalt Allenberg bei Wehlau frei geworden. Jensen bekam die Stelle und arbeitete noch kurze Zeit mit seinem Vorgänger Karl Ludwig Kahlbaum und dessen Schüler Ewald Hecker zusammen, deren Arbeiten zur differenzierten Krankheitslehre ihn stark beeinflussten. Als Jensen bald darauf de facto den erkrankten Anstaltsdirektor vertreten musste, führte er in Allenberg die Prinzipien des „no restraint“ ein.
1868 wurde Hermann Wendt Direktor in Allenberg, mit dem sich Jensen befreundete und der es Jensen ermöglichte, sich neben seiner Tätigkeit als Anstaltsarzt noch zahlreichen wissenschaftlichen Arbeiten zur Gehirnanatomie zu widmen. Jensen führte vor allem mit einem selbst entwickelten Zeichenapparat Messungen und Zeichnungen der Gehirnoberfläche durch. Als Nachfolger Wendts leitete er seit 1875 schließlich selbst die Irrenanstalt Allenberg. Hier setzte er durch, dass nur noch die Behandlung heilbarer Kranker unentgeltlich blieb, für die Behandlung unheilbarer Armer aber die Armenverbände aufkommen mussten. Damit sorgte er letztlich dafür, dass psychisch Kranke schneller in die Anstalt eingewiesen wurden, weil man sich davon bessere Heilungsaussichten versprach. Außerdem richtete er eine ländliche Irrenkolonie ein und leitete den Bau einer neuen Irrenanstalt in Kortau.
1885 übernahm Jensen die städtische Irrenanstalt Dalldorf bei Berlin, aber eine Hirnkrankheit setzte dieser Tätigkeit bereits 1887 ein frühes Ende. Nachdem er 1890 einige „paralytische“ und „epileptische“ Anfälle erlitten hatte, starb er am 24. April 1891.

## Schriften (Auswahl)
- Die Furchen und Windungen der menschlichen Grosshirn-Hemisphären. In: Allg. Zeitschrift für Psychiatrie, Bd. 27 (1871).
- Doppelwahrnehmungen. In: Archiv für Psychiatrie, Bd. 4 (1874), S. 547–558.
- Thun und Handeln : Vortrag, gehalten in Wehlau am 18. Januar 1877. Habel, Berlin 1878 (Digitalisat)
- Untersuchungen über 453 nach Meynert's Methode getheilten und gewogenen Gehirnen von geisteskranken Ostpreussen. In: Archiv für Psychiatrie, Bd. 20 (1889), S. 170–221.